# Hymn Islandii
Lofsöngur (Hymn pochwalny; także Ó, guð vors lands, O Boże ziemi naszej) – hymn państwowy Islandii. Oryginalny tytuł utworu brzmiał: Hymn dla uczczenia milenium Islandii. Pieśń ta powstała w 1874 roku z okazji tysiąclecia historii osadnictwa na wyspie, wiążącej się z przybyciem z Norwegii Ingolfa Arnarsona. Hymn powstał w Edynburgu w Wielkiej Brytanii; słowa napisał biskup protestancki i poeta Matthías Jochumsson, muzykę skomponował Sveinbjörn Sveinbjörnsson. Początkowo hymn składał się z trzech zwrotek, obecnie najczęściej śpiewa się tylko jedną.

## Słowa islandzkie
Lofsöngur (Ó, guð vors lands)
Ó, guð vors lands! Ó, lands vors guð!
Vér lofum þitt heilaga, heilaga nafn!
Úr sólkerfum himnanna hnýta þér krans
þínir herskarar, tímanna safn.
Fyrir þér er einn dagur sem þúsund ár
og þúsund ár dagur, ei meir:
eitt eilífðar smáblóm með titrandi tár,
sem tilbiður guð sinn og deyr.

Íslands þúsund ár,
Íslands þúsund ár,

eitt eilífðar smáblóm með titrandi tár,
sem tilbiður guð sinn og deyr.

## Polskie tłumaczenie
(w przekładzie Stanisława Helsztyńskiego)
Hymn pochwalny (O Boże ziemi naszej)
Islandii Boże, ziemi naszej Boże,
Sławimy imię Twoje pełne chwały
Jak aniołowie, co gwiazdy i zorze
Splatają w wieniec na Twą skroń wspaniały.
Dla Ciebie jeden dzień jak lat tysiące,
A tysiąc lat jak dzień jeden znikomy,
Jak płatki kwiatu pokorne i drżące,
Co czcząc Cię, więdną szybko jak źdźbło słomy.
Islandii Tysiąclecie, Islandii Tysiąclecie,
To także tylko dzień, i tylko kwiecie,
Które nim skwitnie, wicher z ziemi zmiecie.